# 伊萬·謝切諾夫
伊万·米哈伊洛维奇·谢切诺夫（俄语：Ива́н Миха́йлович Се́ченов；1829年8月13日—1905年11月15日），俄國著名医学科学家、生理学家、心理学家 ，俄罗斯科学院院士 ，俄罗斯生理学与心理学的奠基人、创始人，是世界中枢神经系统中枢抑制领域的先驱者,被誉为“俄罗斯生理学之父”。

## 生平
- 毕业于莫斯科大学医学院（现俄罗斯莫斯科国立第一医科大学-谢东诺夫大学）
- 1850年至1856年，在莫斯科大学从事医学研究；
- 1860年为圣彼得堡帝国军事医学科学院医学博士；
- 1860年-年1870年，帝国军事医学科学院教授。
- 1870年，在圣彼得堡门捷列夫实验室从事化学研究；
- 1871年-1876年，为敖德萨诺沃西比尔斯克大学主持（在那里，梅奇尼科夫被任命为动物学和比较解剖学名誉教授）；
- 1876年至1888年，为圣彼得堡国立大学教授；
- 1889年，气体溶解度引入“谢切诺夫方程”（源于实验数据）；
- 1891年至1901年，在莫斯科大学担任教授；
- 1904年，当选为俄罗斯科学院荣誉会员。

谢切诺夫是俄罗斯第一位诺贝尔生理学或医学奖得主学术导师，对俄罗斯乃至世界的医学与生理学发展产生了巨大影响 ，包括但不限于世界上首次发现大脑反射、中枢抑制、本体感觉、晶状体荧光、“谢切诺夫方程”等重要医学理论、确定高原病与减压病的病因、培养巴甫洛夫、梅契尼科夫两位诺贝尔生理学或医学奖得主、创建俄罗斯第一所生理医学的学校和生理学实验室、帮助俄罗斯女性第一次参与医学院的学习、证实八小时工作制在生理学上的合理性等都是他的杰出贡献。
谢切诺夫逝世后，为了纪念这位伟大的医学科学家，他的母校莫斯科国立谢东诺夫第一医科大学（俄罗斯最高国家医学中心）、俄罗斯科学院进化生理学与生物化学研究所、月球背面的一个陨石坑、一颗小行星、67 个城市的街道、他的家乡都以谢切诺夫的名字命名至今。
谢切诺夫的主要兴趣是神经生理学（大脑结构）研究。他表明，大脑活动与电流连接，并率先提出了电生理学。他其中的一个发现是脊髓反射的端脑抑制作用。他还认为，细胞环境中的化学因素是非常重要的。
1856年到1862年期间谢切诺夫在约翰内斯·彼得·缪勒、埃米尔·杜布瓦-雷蒙、柏林赫尔曼·冯·亥姆霍兹、莱比锡费利克斯·霍普-赛勒、维也纳卡尔·路德维希和巴黎克洛德·贝尔纳等多个欧洲实验室进行过研究和工作。
同该时期的其他一些俄罗斯科学家一样，谢切诺夫往往會与沙皇政府和保守派同僚发生冲突，但他并没有移居国外。1866年圣彼得堡审查委员会曾试图指控谢切诺夫散布唯物论和“贬低基督教品德”。
谢切诺夫的工作为动物和人类行为的反射研究以及神经科学奠定了基础。受他的影响，1918年弗拉基米尔·米哈伊洛维奇·别赫捷列夫和弗拉基米尔·尼古拉耶维奇·米亚西谢成立了“大脑和心理活动研究所”。

## 部分著作
- 1860年《Materialy dlya buduschey fiziologii alkogolnogo opyanenia》.圣彼得堡（《酒精中毒未来研究中的一些事实》，俄语版）；
- 1862年《O zhivotnom elektrichestve》.圣彼得堡（《生物电》，俄语版）
- 1863年《Refleksy golovnogo mozga》 Meditsinsky vestnik 47-48（"《大脑反射》，俄语版）；
- 1866年《Fiziologia nervnoy sistemy》.圣彼得堡（《神经系统的生理》，俄语版）；
- 1873年《Komu i kak razrabatyvat psikhologiyu》 欧洲通报 4（《谁應和如何发展心理学》，俄语版）；
- 1897年《工作日的生理條件長度》；
- 1900年《人體工作運動中參與的神經系統》；
- 1901年《有關人體工作運行的論文》。

## 纪念
- 1954年，谢切诺夫的出生地區改名下诺夫哥罗德州“谢切诺夫斯基区”；
- 1955年，莫斯科医学科学院被赋予伊万·米哈伊洛维奇·谢切诺夫的名字；該校园中建有谢切诺夫纪念馆；
- 1956年，列宁格勒生理进化研究所被改组为俄罗斯科学院的一部分，并以伊万·米哈伊洛维奇·谢切诺夫的名字重新命名。